# 五停心观
五停心观，又稱五禪、五門禪、五淨行、五度門，佛教術語，五種修行禪定的方法合稱。興起於部派佛教時期。

## 概論
一般來說，五停心觀分別是指不净观、慈悲观、觀因缘、數息和界分別觀五者。在釋迦牟尼的時代，對於不同根性和習氣煩惱的弟子，教授了許多種不同的對治煩惱的方法，包括不淨觀等的五停心觀，以便能對治習氣煩惱。
龍樹菩薩在《大智度論》中曾說明這個修行的順序關係，表示五欲、五蓋的降伏才能得初禪，而要修的方法就是不淨觀、數息觀等等。大乘佛教《大般若經》中，首次將不净观、慈悲观、觀因缘、數息和界分別觀等五種並列。《瑜伽師地論》、《大乘阿毘達磨集論》中稱為五淨行，漢傳佛教中稱為五停心觀。而這五種心觀能幫助心停止貪嗔癡慢疑等煩惱，故被稱為五停心觀

## 部派佛教記載
在部派經典記載之中，佛陀早期先教授弟子修習不淨觀，但後來因僧團有人修行不淨觀而有過當厭世情形，後衍生外道因受天魔的影響產生邪見，殺害不少比丘。為使弟子能勤修智慧，樂受、樂住正法，因此 佛又教授了安那般那念，令佛弟子能依次第修行，不會受惡法的影響。數息與不淨觀在部派佛教論典中合稱二甘露門。
此外，《阿含經》中也出現以不淨觀、慈心觀、無常觀、安那般那念並舉，將數息、不淨觀、與四無量心並舉；不淨觀、慈心觀與因緣觀並舉，此亦合稱做三良藥，可對治三毒。《大毘婆沙論》記載了以分別十八界的名、自相、共相而將其略入十二處，作為聞思修三慧的入門修行方法。
說一切有部瑜伽師僧伽羅叉造《修行道地經》，提出對治情欲、瞋怒、愚癡、多想念、憍慢等的五種禪法。前四者為不淨觀、慈心觀、觀因緣、數息，大致對應於《雜阿含經》、《增壹阿含》所提。對治我慢的觀無常，則是以在塜間觀察人死後，皆化為白骨，等而無異來修習。瑜伽師地論則是以界分別觀來對治我慢。說一切有部論師法救在《雜心論》中，提出不淨觀、數息觀與界分別觀，同列作三度門。說一切有部所傳的禪修法，由二甘露門開始，結合界分別觀，最終至涅槃，以此三種禪觀為禪修基礎。

## 北傳佛教記載
姚秦時代，由鳩摩羅什傳入中國的五門禪法，以念佛來取代界分別觀。稍後天台宗智顗在解說五停心觀時，將此說法也列入。智顗認為，界方便觀可以破除境界逼障，與念佛功能相同，且念佛為大乘菩薩法門。界分別觀則被判為小乘佛教禪觀，所以可以用念佛來取代界分別觀。
淨土宗主要採用這種說法。印光法師認為使用十念計數念佛法可以攝受五停心觀中的念佛數息二觀。從某些淨土宗古德的著述來看，認為念佛勝於五停心觀。
受天台宗與淨土宗影響，漢傳佛教中主要以念佛來取代界分別觀，界分別觀因而少人修習。智顗將五停心觀列為小乘三賢中的初賢。天台宗，也將不淨觀、八背捨、九次第定、師子奮迅、超越三昧，合稱為五禪。
漢傳佛教天台宗將五停心判為「藏教」禪修，又增以「通教」、「別教」、「圓教」之五停心，別為解說

## 分別解說
在三賢位中，在修四念处之前，应首先修习的五种禅观之一，以降伏世俗心绪和欲望，使心思安定下来。这就是：不净观、慈悲观、因缘观、数息观和界分別觀，分别对治贪欲、嗔恚、愚痴、散乱之心、我见。《坐禪三昧經》將念佛視為可對治上述各心混合間雜及除滅餘重罪的法門。

### 不净观
观察原来觉得洁净美好的事物的不净之相，是停止贪欲的方法。适合贪着心多的人修习。欲界最重貪為男女欲貪，以白骨觀，九想觀來對治，以漸斷除對男女色及對色身的貪愛不捨，而能斷身見，乃至斷三縳結，證初果。進修解脫法門，得解脫。

### 慈悲观
观察一切有情的可怜之相，發起慈悲心，樂對眾生與樂拔苦，因而停止嗔恚的方法。适合嗔恚多的人修习。蓋瞋火燒心難止息故，在修學禅定前，藉观想一切有情的可怜之相，产生慈悲之念，以對治嗔恚；说嗔恚多的人应主修此观。《四教义》卷四：“嗔恚多者，对治修慈。”

### 因缘观
在禅定状态中观想十二因缘之理，认识三世因果相续，以退治不明佛理者的“愚痴”。谓“愚痴”多者应修此观。《四教义》卷四：“愚痴多者，对治修因缘观。”

### 数息观
数息观是梵文Ānāpāna-smṛti的意译，亦作“持息念”；音译“安那般那”、“阿那波那’，略写“安般”；直译“念出息入息’，梵汉并举，译作“安般守意”。坐禅时藉专心计数呼吸（出入息）次数無有錯數，從一數到十，使分散浮躁的精神（意根意識）专注於一境，进入禅定意境。东汉时安世高曾译《安般守意经》，专讲修持此禅观法。适合散心多的人修习。

### 界分別觀
觀察四大的特質與變化，了解無我，以破除我執。